# Qoşqarçay
Qoşqarçay är ett vattendrag i Azerbajdzjan. Det ligger i den västra delen av landet, 300 km väster om huvudstaden Baku. Qoşqarçay ligger vid sjöarna  Yenikend Reservoir och Yenikənd Su Anbarı.
Omgivningarna runt Qoşqarçay är i huvudsak ett öppet busklandskap. Runt Qoşqarçay är det ganska tätbefolkat, med 52 invånare per kvadratkilometer.